# 国際スポールブール連盟
国際スポールブール連盟（フランス語 : Fédération Internationale de Boules、略称FIB）は、国際オリンピック委員会（IOC）加盟団体である世界ブールスポーツ連合（CMSB）の下部組織で、スポールブールの国際統括団体である。本部はフランス・マコン。現在の会長は、フランス人のFrédéric Ruis。
加盟国は、南極を除く全ての大陸の世界67ヶ国。

## 概要
第二次世界大戦後、スポールブールの国際的な普及が進みつつあった中、国際統括団体の設立が急務となった。国際スポールブール連盟の設立の父とされるAndré Mignotが、フランス・スイス・イタリアの各国スポールブール協会と協議を重ね、1946年4月14日にフランスのビル・ラ・グランにて国際スポールブール連盟の設立に至った。設立当時の加盟国は、フランス・イタリア・スイス・モナコの4ヶ国。その翌年1947年に、国際スポールブール連盟傘下で初めてのスポールブール世界選手権がスイス・ジュネーブにて開催された。現在の加盟国は67ヶ国に達する。
FIB加盟国はそれぞれアジア・オセアニア、ヨーロッパ、アフリカ、米州の大陸連盟に分けられており、各国代表者が2年ごとに行われるFIB総会に出席し、予算や来期計画、発展戦略の審議を行う。
日本は1983年にFIBに加盟し、現在、同連盟のアジア大陸代表役員ポストと、アジア・オセアニア大陸連盟の副会長ポストを有する。
アジア・オセアニアの加盟国・地域は、日本の他に中国・台湾・韓国・モンゴル・シンガポール・オーストラリア・トンガ・インド・ネパール・パキスタン・イラン・レバノン・アルメニア。

## 歴代会長
- Jean Jasserand （1946-1953）
- Edgar Guilloud （1953-1961）
- Luigi Sambuelli （1961-1989）
- Alphonse Lagier-Bruno （1989-2009）
- Christian Lacoste （2009-2017）
- Frédéric Ruis （2017-）